# IC 4919
IC 4919 — галактика типу SBd () у сузір'ї Телескоп.
Цей об'єкт міститься в оригінальній редакції індексного каталогу.